# Naomi Osaka
Naomi Osaka (n. 16 octombrie 1997, 中央区⁠(d), Prefectura Osaka, Japonia) este o jucătoare profesionistă de tenis din Japonia, câștigătoare a patru trofee în turnee de Grand Slam, două la U.S. Open (2018 și 2020), alte două la Australian Open (2019 și 2021). Osaka deține în palmares șapte titluri WTA, iar cea mai bună clasare a sa este locul 1 mondial.

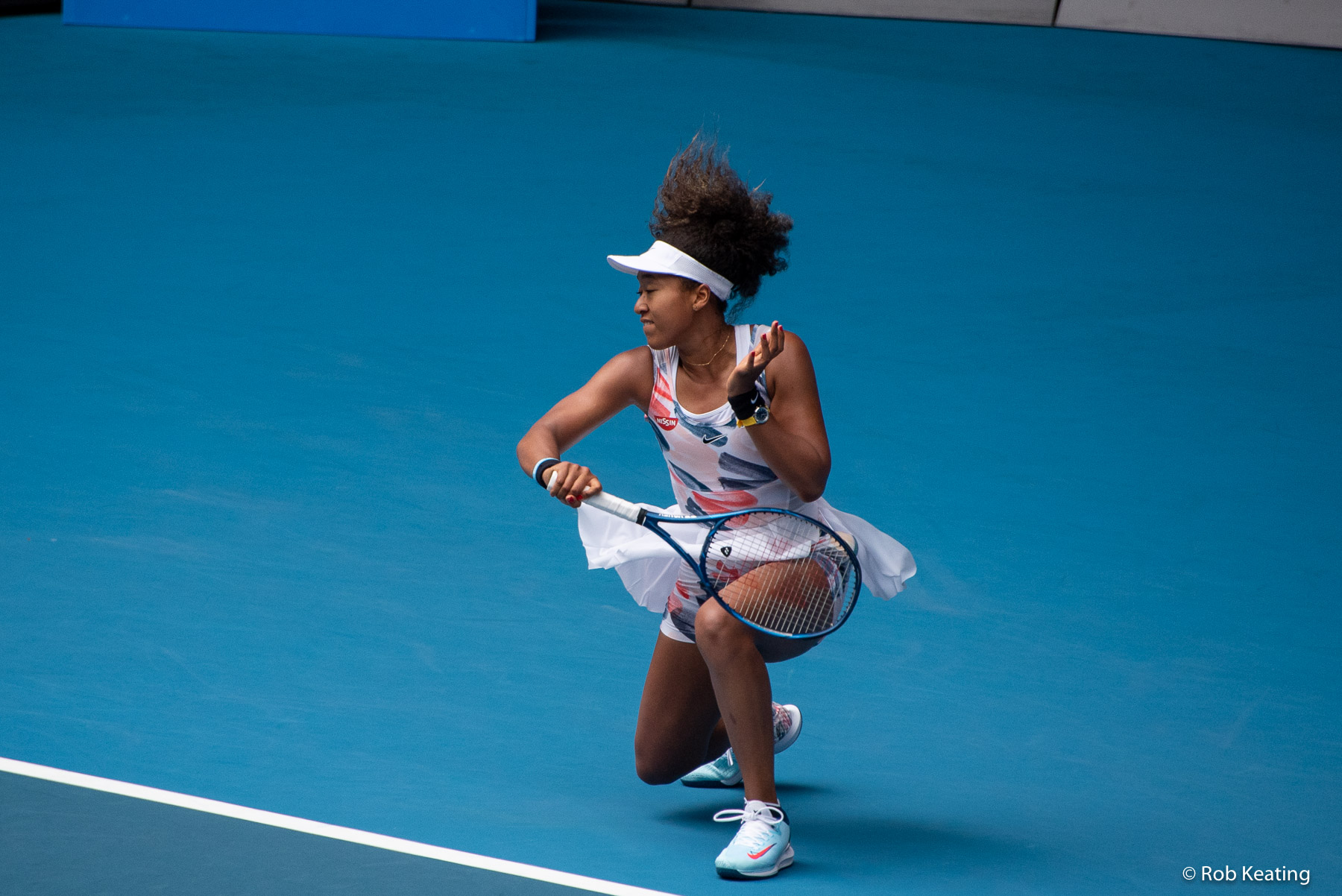

## Finale de Grand Slam

### Simplu: 4 (4–0)
| Rezultat  | An   | Turneu              | Suprafață | Oponent           | Scor               |
| --------- | ---- | ------------------- | --------- | ----------------- | ------------------ |
| Campioană | 2018 | US Open             | Hard      | Serena Williams   | 6–2, 6–4           |
| Campioană | 2019 | Australian Open     | Hard      | Petra Kvitová     | 7–6(7–2), 5–7, 6–4 |
| Campioană | 2020 | US Open (2)         | Hard      | Victoria Azarenka | 1–6, 6–3, 6–3      |
| Campioană | 2021 | Australian Open (2) | Hard      | Jennifer Brady    | 6–4, 6–3           |

## Finale WTA

### WTA Simplu: 10 (7-3)

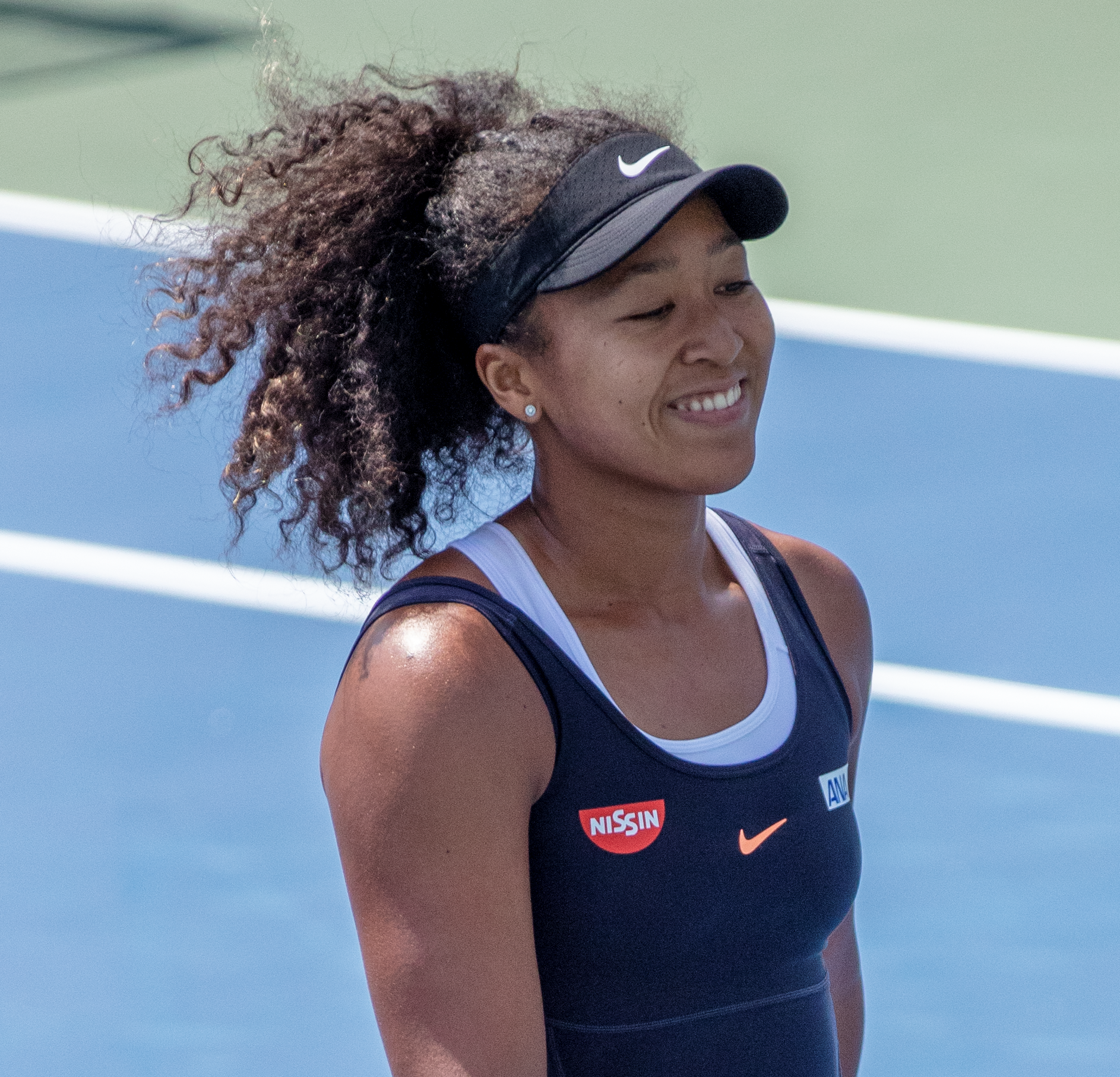

| Legendă                                        |
| ---------------------------------------------- |
| Grand Slam (4–0)                               |
| Turneul Campioanelor (0-0)                     |
| Tier I / Premier obligatoriu & Premier 5 (2-1) |
| Tier II / Premier (1-2)                        |
| Tier III, IV & V / Internațional (0-0)         |

| Finale pe suprafețe  |
| -------------------- |
| Suprafață dură (7-3) |
| Iarbă (0–0)          |
| Zgură (0-0)          |
| Carpetă (0–0)        |

| Rezultat     | Nr. | Data               | Turneu                                 | Suprafața | Oponent                 | Scor              |
| ------------ | --- | ------------------ | -------------------------------------- | --------- | ----------------------- | ----------------- |
| Finalistă    | 1.  | 25 septembrie 2016 | Toray Pan Pacific Open, Tokyo, Japonia | Hard      | Caroline Wozniacki      | 5-7, 3-6          |
| Câștigătoare | 2.  | 18 martie 2018     | BNP Paribas Open, Indian Wells, USA    | Hard      | Daria Kasatkina         | 6-3, 6-2          |
| Câștigătoare | 3.  | 8 septembrie 2018  | US Open, New York, USA                 | Hard      | Serena Williams         | 6-2, 6-4          |
| Finalistă    | 4.  | 23 septembrie 2018 | Toray Pan Pacific Open, Tokyo, Japonia | Hard      | Karolína Plíšková       | 4-6, 4-6          |
| Câștigătoare | 5.  | 26 ianuarie 2019   | Australian Open, Melbourne, Australia  | Hard      | Petra Kvitova           | 7–6(7-2),5-7, 6-4 |
| Câștigătoare | 6.  | 22 septembrie 2019 | Toray Pan Pacific Open, Osaka, Japonia | Hard      | Anastasia Pavliucenkova | 6-2, 6-3          |
| Câștigătoare | 7.  | 6 octombrie 2019   | China Open, Beijing, China             | Hard      | Ashleigh Barty          | 3–6, 6–3, 6–2     |
| Finalistă    | 8.  | 29 august 2020     | Cincinnati Open, New York, SUA         | Hard      | Victoria Azarenka       | abandon           |
| Câștigătoare | 9.  | 12 septembrie 2020 | US Open, New York, USA                 | Hard      | Victoria Azarenka       | 1–6, 6–3, 6–3     |
| Câștigătoare | 10. | 20 februarie 2021  | Australian Open, Melbourne, Australia  | Hard      | Jennifer Brady          | 6-4, 6-3          |

## Legături externe
- Materiale media legate de Naomi Osaka la Wikimedia Commons
- en ja Official website[nefuncțională – arhivă]
- Naomi Osaka la Women's Tennis Association
- Naomi Osaka la International Tennis Federation
- Naomi Osaka pe site-ul Fed Cup
- Naomi Osaka – Japan Tennis Association
- Naomi Osaka (JPN) Arhivat în 23 septembrie 2018, la Wayback Machine. – Yonex
- en Naomi Osaka la Olympedia.org